# Perugia
Perugia o, tradicionalmente en español, Perusa es una ciudad italiana, capital de la región de Umbría y de la provincia de Perugia. Se encuentra cerca del río Tíber, en el centro de la península itálica, y tiene una población de 162 467 habitantes (ISTAT 2025). El producto más importante es el chocolate, realizándose una feria anual en octubre sobre este alimento.
La ciudad destaca por tener una de las universidades más antiguas y prestigiosas de Italia, la Universidad de Perugia. Esta fue creada en 1308 por el papa Clemente V y alberga, en la actualidad, algo más de 25 000 estudiantes (año académico 2014-2015). Hay muchos jóvenes provenientes de los cinco continentes que acuden a Perugia para realizar estancias universitarias con programas Erasmus o equivalentes, y para seguir cursos de italiano. Para satisfacer esta demanda Perugia dispone, desde el año 1925, de una universidad para extranjeros (Università per Stranieri di Perugia), donde se imparten grados universitarios, clases de lengua y cultura italiana. Es además sede oficial de exámenes PLIDA para la obtención de títulos oficiales de italiano. 
Pese a ser una ciudad relativamente pequeña, tiene una vida cultural diversa y amplia. Siempre se pueden encontrar pequeñas ferias o espectáculos por sus callecitas medievales. Los bares y restaurantes abundan tanto de día como de noche. Los fines de semana, la calle principal, Corso Vannucci, rebosa de familias que pasean y las escaleras de la piazza IV Novembre se llenan de estudiantes y turistas.

## Toponimia
Perugia es la forma mayoritaria de denominar a la localidad, tradicionalmente llamada en español Perusa. En italiano, el topónimo es Perugia [peˈruːdʒa] y en latín Perusia. En nombre tradicional de esta localidad en español o en latín aún se conserva para referirse a sus habitantes, los cuales se conocen como perusinos, -as.

## Historia

### Edad Antigua
Perugia fue una de las principales ciudades de Etruria, situada en la frontera de este territorio sobre una colina en el margen derecho del río Tíber y cerca del lago Trasimeno. Era una ciudad de los umbros habitada por la tribu de los sarsinos, fundada según la tradición por el héroe Auletes, hermano de Ocnus, fundador de Mantua, aunque más tarde pasó a manos de los etruscos, que la convirtieron en una ciudad importante de la región.
Los primeros datos acerca de la ciudad son del año 310 a. C., cuando los romanos cruzaron los bosques de Ciminis. En aquel momento tres ciudades etruscas, Perugia, Cortona y Arretium se unieron para firmar una paz de 30 años con Roma. La paz no se respetó y la guerra con Roma se reemprendió pocos meses después, siendo las ciudades etruscas derrotadas en la batalla del Lago Vadimón por Fabio Máximo. Perugia solicitó la paz y fue ocupada por una guarnición romana. Un siglo más tarde, la ciudad, de nuevo independiente, entró otra vez en guerra contra Roma, en este caso, aliada con Clusium. Nuevamente fue derrotada, en el año 295 a. C. por Cneo Fulvio y por Fabio el año siguiente, cuando perdieron 4500 hombres y 1700 fueron hechos prisioneros. Perugia solicitó la paz obteniendo una tregua de cuarenta años tras pagar una importante indemnización. 
Tras estos acontecimientos no existen datos de lo acaecido en la ciudad hasta que, en la segunda guerra púnica, aparece como aliada de Roma. Een el 205 a. C. suministró provisiones al ejército de Escipión el Africano.

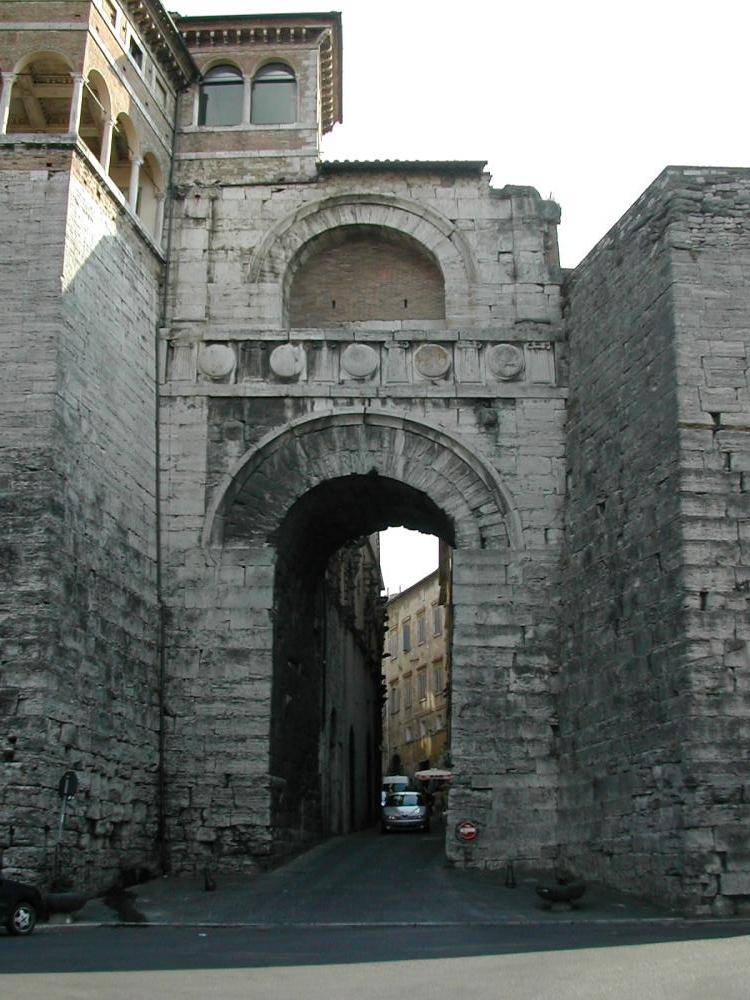
Arco etrusco

De nuevo aparece un periodo sin datos relativos a Perugia hasta el fin del periodo republicano, cuando participó en la guerra de Perusia entre Octaviano y Lucio Antonio, hermano de Marco Antonio (Bellum Perusinum, Suetoni Aug. 9; Tácit. Ann. v. 1). Lucio Antonio, presionado por tres ejércitos bajo el mando de Agripa, Salvidienus y Octaviano, se refugió en Perugia esperando la llegada de sus generales Ventidius y Asinius Pollio. Los refuerzos no llegaron y Octaviano cortó el suministro de víveres provenientes del Tíber, por donde llegaba el grano. Ventidius atacó a Octaviano pero fue rechazado. Lucio Antonio realizó un intento desesperado por salir de la ciudad que acabó en fracaso, por lo que tuvo que capitular. Lucio Antonio y los suyos se salvaron la vida, pero los principales ciudadanos de Perugia fueron ejecutados y la ciudad fue saqueada e incendiada en el año 40 a. C.
Tras la destrucción, fue el mismo Octaviano quien la mandó reconstruir e instaló nuevos colonos, tomando la ciudad el nombre de Augusta Perusia, aunque sin tener el rango de colonia. Su distrito fue reducido, pero continuó siendo una de las ciudades más importantes del interior de Etruria. La ciudad alcanzó el grado de colonia durante la época imperial, pasando a llamarse Colonia Vibia Perusia. La ciudad había tenido como deidad tutelar a Juno, pero tras el saqueo de Octaviano, la deidad tutelar pasó a ser Vulcano, debido a que su templo fue el único que no se vio afectado por el incendio.

### Edad Media
De nuevo dejan de aparecer noticias de la ciudad hasta el final del Imperio, cuando por la misma pasaron Odoacro y los ostrogodos y el Imperio romano de Oriente, que en 537 instalaron una guarnición. En 547 fue asediada por Totila, cayendo en sus manos dos años más tarde, cuando Belisario abandonó Italia y Totila mandó ejecutar a san Herculano, quien con el paso del tiempo se ha convertido en el patrón de la ciudad. Sin embargo, la ciudad fue recuperada por los bizantinos tras la derrota que les infligió Narsés a los ostrogodos en el año 552, conformando un ducado integrado en el Exarcado de Rávena. En 580, fue conquistada por los longobardos y aunque los bizantinos la recuperaron en 592, volvieron a perderla un año después. A partir del año 727, la ciudad adquirió una cierta autonomía debido a la disputa entre longobardos y bizantinos. En el año 756 fue entregada al papa, pero continuó manteniendo su autonomía.
Durante la Edad Media, la ciudad fue controlada mayormente por el partido Güelfo y entró en guerra con Foligno, Assisi, Spoleto, Todi, Siena y Arezzo. Los papas se refugiaron en sus murallas en alguna ocasión, y en la ciudad se celebraron los cónclaves que sirvieron para elegir a Honorio II en 1124, a Celestino V en 1294 y a Clemente V en 1305, papa que fundó la universidad de la ciudad.
En 1393, el poder de la ciudad cayó en manos de la familia  Baglioni, con Pandulfo Baglioni al mando, y la de los Michelotti entre 1393 y 1400. Ese último año la ciudad fue ocupada por Milán, que la conservó durante dos años. Andrés Fortebraccio y Nicolás Piccino ejercieron el poder respectivamente entre 1416 y 1424, y 1440 y 1445, antes de que los güelfos Baglioni recuperaran el poder de manos de Guiu entre 1488 y 1500, y Juan Pablo entre 1500 y 1520. Los Baglioni desafiaron la autoridad papal, y Juan Pablo fue atraído a Roma bajo engaño para ejecutarlo por orden de León X en 1520, aunque la familia conservó el poder en la ciudad. En 1540, la ciudad se rebeló contra el papa en la llamada guerra de la Sal.  Durante la rebelión, Rodolfo Baglioni mató al legado papal, pero poco después fue derrotado por Pedro Luis I de Parma y la ciudad fue conquistada y saqueada por las tropas del ducado, perdiendo todos sus privilegios. La revuelta del impuesto de la sal, en 1553, fue el último intento de la ciudad de recuperar la autonomía perdida.

### Edad Moderna y Contemporánea

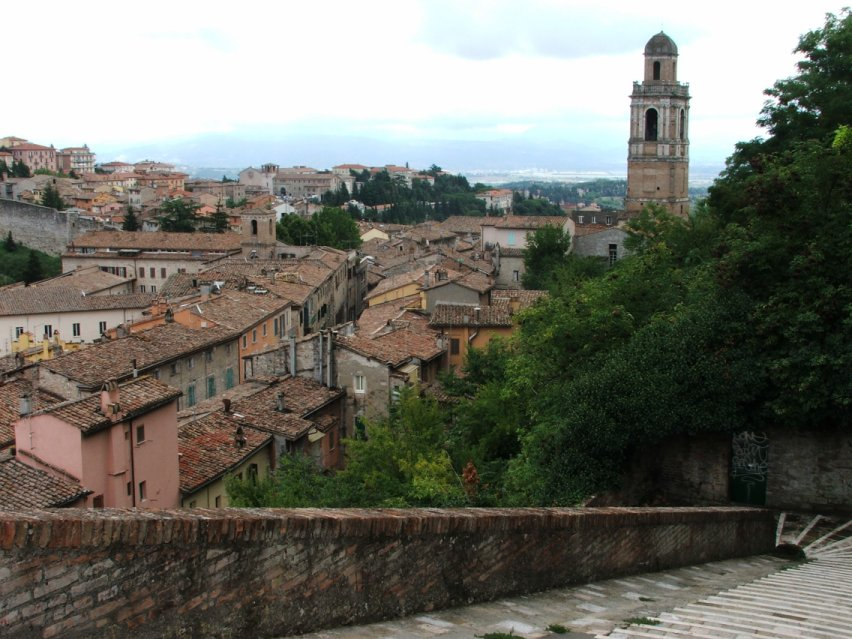
Panorama de la ciudad

Perugia estuvo bajo dominio papal hasta el periodo napoleónico. En 1797, fue ocupada por Francia y el 4 de febrero de 1798 fue proclamada la República Tiberina, cuya capital era Perugia, y con la bandera tricolor francesa como propia. En 1799, la República Tiberina fue unida a la República Romana. En 1799, los napolitanos entraron en la ciudad durante algunos meses y continuó en manos del papa hasta que en 1808, fue incluida dentro del Reino de Italia. En 1814, volvió bajo el poder papal, aunque fue ocupada poco después por Joachim Murat, rey de Nápoles, hasta ser expulsado por los austriacos. El Congreso de Viena asignó la ciudad al papa. La ciudad sufrió cuatro terremotos, en 1832, 1838, 1854 y 2016.
En mayo de 1849, la ciudad se rebeló ante una breve ocupación austriaca y volvió en manos del Papa hasta que, durante una nueva revuelta en 14 de junio de 1859, se formó un gobierno provisional partidario de la unión a Italia. La revuelta fue sofocada por la fuerza el 20 de junio de 1859, aunque finalmente la ciudad pasó a formar parte del Reino de Cerdeña el noviembre de 1860.
En 2018, la ciudad tenía 165 683 habitantes del total de la provincia (657 786 habitantes).

## Patrimonio

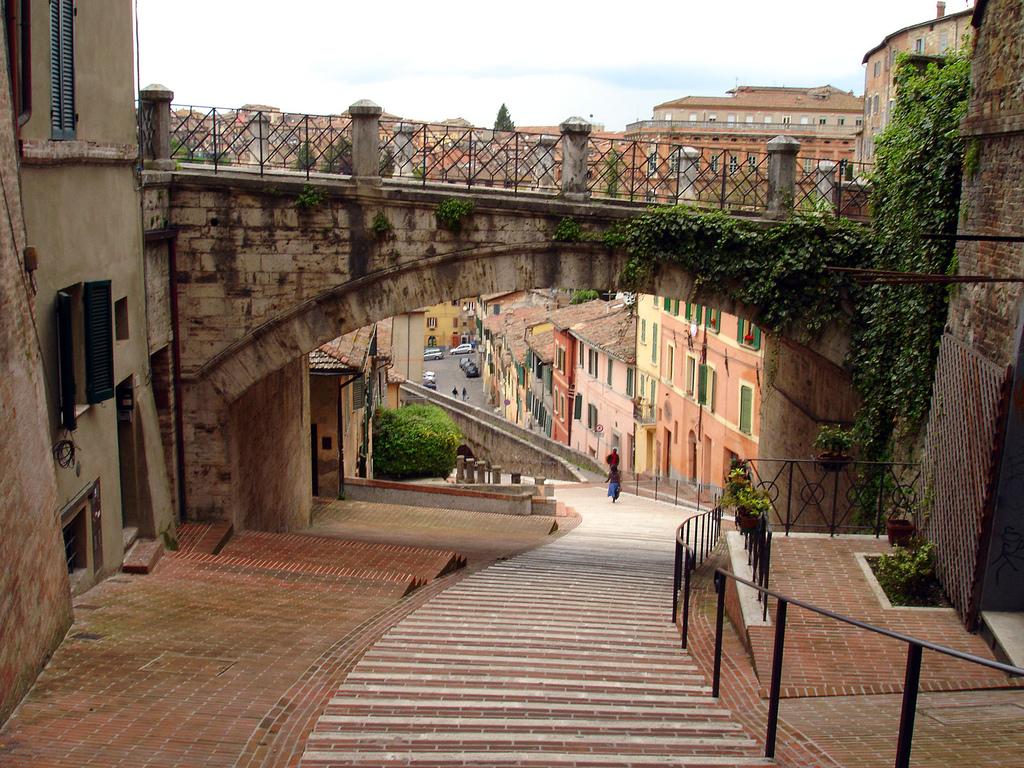
Acueducto romano

La ciudad conserva importantes y numerosos restos antiguos entre los que destacan las murallas y algunas de las puertas, como el Arco de Augusto y la Puerta Marzia. Se encuentran también restos etruscos, como los sepulcros, entre los que destaca el hipogeo de los volumnios, sepultura intacta de la familia Velimnas con sarcófagos y otros objetos. Entre las inscripciones etruscas y latinas, la más importante es una de 46 líneas en etrusco, el llamado Cipo de Perugia, la inscripción más larga conocida en esa lengua. Un monumento destacado es la Fontana Maggiore (1275-1278), de Nicolo y Giovanni Pisano, que está considerada como una de las más bellas de toda Italia. La Biblioteca Augusta atesora además importantes códices y ediciones.
Por lo que se refiere a los museos, en Perugia se pueden encontrar los siguientes: 
- Galería Nacional de Umbría (Galleria Nazionale dell'Umbria), contiene la mayor colección de obras del siglo XIII al XIX de varios artistas que pasaron por Umbría, entre otros: Arnolfo di Cambio, Piero della Francesca, Pietro Perugino y Pinturicchio;
- Museo arqueológico nacional de Umbría (Museo Archeologico Nazionale dell'Umbria), en la basílica de Santo Domingo;
- Museo dell'Opera del Duomo;
- Museo de la Academia de Bellas Artes;
- Museo del Palacio della Penna, con colecciones de arte moderno (colección Dottori, colección Beuys);
- POST - Perugia Officina per la Scienza e la Tecnologia;
- Museo histórico de Perugia;
- Tumba con frescos de Pietro Vannucci, llamado Il Perugino, en el barrio de Fontignano;
- Jardín Botánico de la Universidad de Perugia, con más de 3000 especies de plantas.

## Clima
| Parámetros climáticos promedio de Perugia (normales 1971–2000, extremos 1967–presente) | Parámetros climáticos promedio de Perugia (normales 1971–2000, extremos 1967–presente) | Parámetros climáticos promedio de Perugia (normales 1971–2000, extremos 1967–presente) | Parámetros climáticos promedio de Perugia (normales 1971–2000, extremos 1967–presente) | Parámetros climáticos promedio de Perugia (normales 1971–2000, extremos 1967–presente) | Parámetros climáticos promedio de Perugia (normales 1971–2000, extremos 1967–presente) | Parámetros climáticos promedio de Perugia (normales 1971–2000, extremos 1967–presente) | Parámetros climáticos promedio de Perugia (normales 1971–2000, extremos 1967–presente) | Parámetros climáticos promedio de Perugia (normales 1971–2000, extremos 1967–presente) | Parámetros climáticos promedio de Perugia (normales 1971–2000, extremos 1967–presente) | Parámetros climáticos promedio de Perugia (normales 1971–2000, extremos 1967–presente) | Parámetros climáticos promedio de Perugia (normales 1971–2000, extremos 1967–presente) | Parámetros climáticos promedio de Perugia (normales 1971–2000, extremos 1967–presente) | Parámetros climáticos promedio de Perugia (normales 1971–2000, extremos 1967–presente) |
| Mes                                                                                    | Ene.                                                                                   | Feb.                                                                                   | Mar.                                                                                   | Abr.                                                                                   | May.                                                                                   | Jun.                                                                                   | Jul.                                                                                   | Ago.                                                                                   | Sep.                                                                                   | Oct.                                                                                   | Nov.                                                                                   | Dic.                                                                                   | Anual                                                                                  |
| -------------------------------------------------------------------------------------- | -------------------------------------------------------------------------------------- | -------------------------------------------------------------------------------------- | -------------------------------------------------------------------------------------- | -------------------------------------------------------------------------------------- | -------------------------------------------------------------------------------------- | -------------------------------------------------------------------------------------- | -------------------------------------------------------------------------------------- | -------------------------------------------------------------------------------------- | -------------------------------------------------------------------------------------- | -------------------------------------------------------------------------------------- | -------------------------------------------------------------------------------------- | -------------------------------------------------------------------------------------- | -------------------------------------------------------------------------------------- |
| Temp. máx. abs. (°C)                                                                   | 17.3                                                                                   | 21.7                                                                                   | 25.6                                                                                   | 29.7                                                                                   | 35.0                                                                                   | 37.5                                                                                   | 46.6                                                                                   | 38.9                                                                                   | 35.3                                                                                   | 30.2                                                                                   | 24.0                                                                                   | 19.3                                                                                   | 46.6                                                                                   |
| Temp. máx. media (°C)                                                                  | 8.9                                                                                    | 10.9                                                                                   | 14.1                                                                                   | 16.8                                                                                   | 22.1                                                                                   | 26.1                                                                                   | 30.0                                                                                   | 30.0                                                                                   | 25.5                                                                                   | 19.7                                                                                   | 13.3                                                                                   | 9.3                                                                                    | 18.9                                                                                   |
| Temp. media (°C)                                                                       | 4.8                                                                                    | 6.0                                                                                    | 8.4                                                                                    | 11.0                                                                                   | 15.7                                                                                   | 19.4                                                                                   | 22.6                                                                                   | 22.8                                                                                   | 19.2                                                                                   | 14.4                                                                                   | 8.9                                                                                    | 5.5                                                                                    | 13.2                                                                                   |
| Temp. mín. media (°C)                                                                  | 0.6                                                                                    | 1.1                                                                                    | 2.6                                                                                    | 5.1                                                                                    | 9.3                                                                                    | 12.6                                                                                   | 15.2                                                                                   | 15.6                                                                                   | 12.8                                                                                   | 9.1                                                                                    | 4.4                                                                                    | 1.8                                                                                    | 7.5                                                                                    |
| Temp. mín. abs. (°C)                                                                   | -15.8                                                                                  | -17.0                                                                                  | -8.3                                                                                   | -5.0                                                                                   | -1.9                                                                                   | 5.2                                                                                    | 6.9                                                                                    | 6.0                                                                                    | 3.6                                                                                    | -1.4                                                                                   | -8.2                                                                                   | -14.8                                                                                  | -17.0                                                                                  |
| Precipitación total (mm)                                                               | 52.7                                                                                   | 56.8                                                                                   | 54.0                                                                                   | 72.0                                                                                   | 75.6                                                                                   | 69.9                                                                                   | 37.4                                                                                   | 49.7                                                                                   | 87.6                                                                                   | 85.7                                                                                   | 94.7                                                                                   | 68.4                                                                                   | 804.5                                                                                  |
| Días de precipitaciones (≥ 1.0 mm)                                                     | 7.1                                                                                    | 7.1                                                                                    | 7.0                                                                                    | 8.7                                                                                    | 8.4                                                                                    | 7.1                                                                                    | 4.7                                                                                    | 4.9                                                                                    | 6.5                                                                                    | 7.7                                                                                    | 8.4                                                                                    | 7.8                                                                                    | 85.4                                                                                   |
| Humedad relativa (%)                                                                   | 83                                                                                     | 77                                                                                     | 73                                                                                     | 74                                                                                     | 74                                                                                     | 71                                                                                     | 68                                                                                     | 69                                                                                     | 71                                                                                     | 76                                                                                     | 82                                                                                     | 85                                                                                     | 75                                                                                     |
| Fuente: Servizio Meteorologico (humedad 1968–1990)                                     |                                                                                        |                                                                                        |                                                                                        |                                                                                        |                                                                                        |                                                                                        |                                                                                        |                                                                                        |                                                                                        |                                                                                        |                                                                                        |                                                                                        |                                                                                        |

## Demografía
| Gráfica de evolución demográfica de Perugia entre 1861 y 2018 |
|                                                               |
| Fuente ISTAT - elaboración gráfica de Wikipedia               |

## Organización territorial

### Circunscripciones

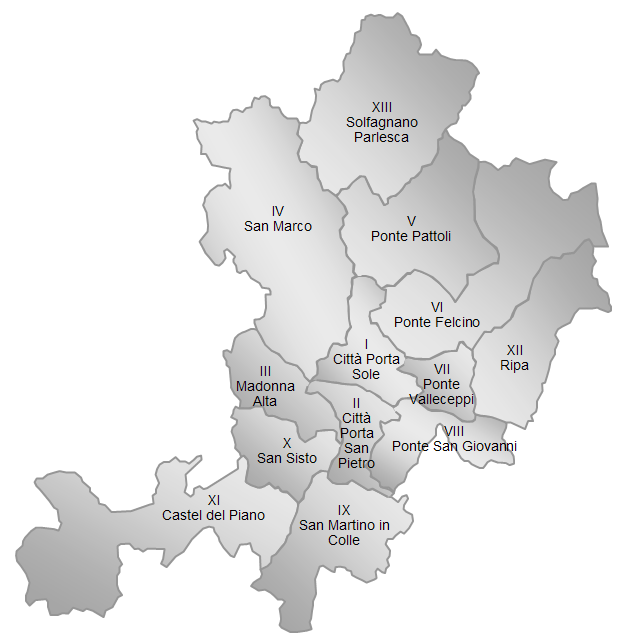
Subdivisión en circunscripciones del territorio de la comuna de Perugia

La comuna de Perugia se divide en 13 circunscripciones, cada una de ellas comprendidas por quartieri y frazioni.
- Circunscripción 1: Città - Porta Sole;
- Circunscripción 2: Città - Porta San Pietro;
- Circunscripción 3: Madonna Alta;
- Circunscripción 4: San Marco;
- Circunscripción 5: Ponte Pattoli;
- Circunscripción 6: Ponte Felcino;
- Circunscripción 7: Ponte Valleceppi;
- Circunscripción 8: Ponte San Giovanni;
- Circunscripción 9: San Martino in Colle;
- Circunscripción 10: San Sisto;
- Circunscripción 11: Castel del Piano;
- Circunscripción 12: Ripa;
- Circunscripción 13: Solfagnano Parlesca.

### Fracciones

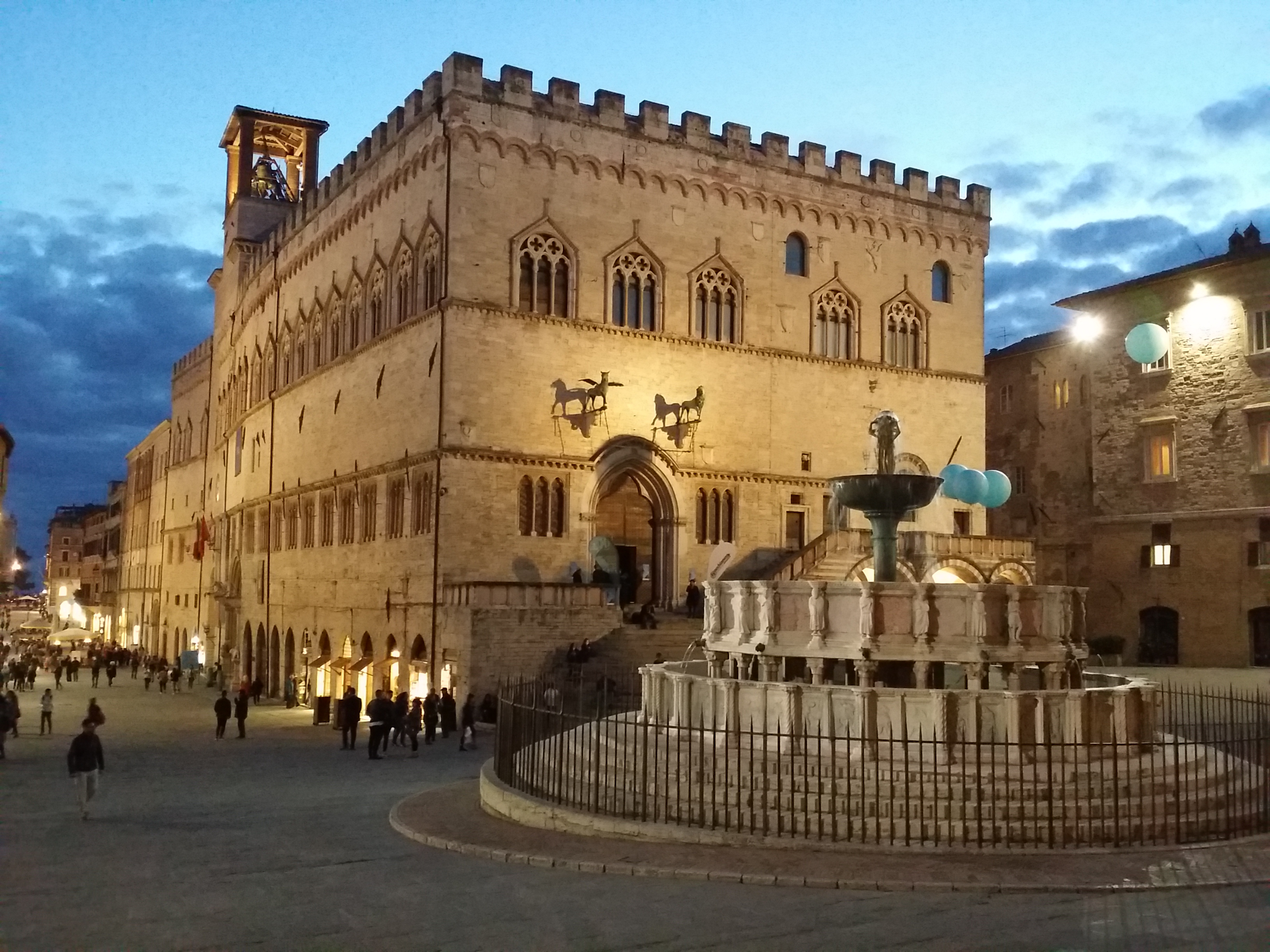
Palazzo dei Priori, sede del gobierno comunal.

Bagnaia, Bosco, Capanne, Casa del Diavolo, Castel del Piano, Cenerente, Civitella Benazzone, Civitella d'Arna, Collestrada, Colle Umberto I, Cordigliano, Colombella, Farneto, Ferro di Cavallo, Fontignano, Fratticiola Selvática, La Bruna, La Cinella, Lacugnano, Lidarno, Migiana di Monte Tezio, Monte Bagnolo, Monte Corneo, Montelaguardia, Monte Petriolo, Mugnano, Olmo, Parlesca, Pianello, Piccione, Pila, Pilonico Materno, Ponte della Pietra, Poggio delle Corti, Ponte Felcino, Ponte Pattoli, Ponte Rio, Ponte San Giovanni, Ponte Valleceppi, Prepo, Pretola, Ramazzano-Le Pulci, Rancolfo, Ripa, Sant'Andrea delle Fratte, Sant'Egidio, Sant'Enea, San Fortunato della Collina, San Giovanni del Pantano, Sant'Andrea d'Agliano, Santa Lucia, San Marco, Santa Maria Rossa, San Martino dei Colli, San Martino in Campo, San Martino in Colle, San Sisto, Solfagnano, Villa Pitignano.

## Transporte

### Metro ligero
La ciudad cuenta con una línea de Minimetrò, sistema autónomo por el que circulan vagones de pequeño tamaño, automáticos y sin conductor.

### Autobús
Perugia cuenta con unas 16 líneas de autobuses urbanos principales. También posee otras 14 líneas urbanas secundarias, que conectan el centro de la ciudad con zonas más alejadas. Todas las líneas son operadas por la Azienda Perugina della Mobilitá.
Desde la estación de autobuses ha habido una conexión diaria de ITA Airways desde el 1 de diciembre de 2022, en autobús, hacia y desde el Aeropuerto de Roma Fiumicino, lo que permite una conexión con el hub de la aerolínea.

### Autobús de tránsito rápido (ATR)
En diciembre de 2023 fue aprobado el proyecto definitivo del "Metrobus" con el objetivo el de conectar la periferia suroeste de la ciudad con la estación de tren de Fontivegge, el centro histórico, el complejo hospitalario-universitario Silvestrini y la zona industrial de Sant'Andrea delle Fratte. Será el primer ATR en Italia, tendrá una longitud de 22,4 km y un coste total de 111 millones de euros. Las obras deberían estar terminadas en 2026.

### Ferrocarril
La ciudad presenta tres estaciones de ferrocarril principales:
- Perugia Sant Anna (Ferrovia Centrale Umbra);
- Perugia (Ferrovie dello Stato);
- Perugia Ponte San Giovanni (Ferrovia Centrale Umbra y Ferrovie dello Stato).

La ciudad también tiene otras estaciones o apeaderos, como el de Perugia Universitá (Ferrovie dello Stato).

### Aeropuerto
Perugia cuenta con el Aeropuerto Internacional de la Umbría–Perugia "San Francisco de Asís", que posee destinos nacionales e internacionales.

## Clima
Perugia está ubicada sobre una colina cuyo punto más elevado, Porta Sole, se eleva a 493 m sobre el nivel del mar. El centro histórico se extiende alrededor de este punto y tiene una altitud media de unos 450 m. Al norte de la ciudad se encuentran los montes Tezio y Acuto, que separan Perugia del municipio de Umbertide. Al este se encuentra el lago Trasimeno. También limita, entre otras, con las poblaciones de Assisi y Gubbio.
Perugia goza de un clima templado de tipo mediterráneo continentalizado, con una temperatura media anual algo superior a los 13 °C y unas precipitaciones entre 800 y 900 mm.
| Mes                           | Ene | Feb | Mar  | Abr  | May  | Jun  | Jul  | Ago  | Sep  | Oct  | Nov  | Dic | Año  |
| ----------------------------- | --- | --- | ---- | ---- | ---- | ---- | ---- | ---- | ---- | ---- | ---- | --- | ---- |
| Temperatura máxima media (°C) | 6,9 | 8,4 | 11,7 | 15,7 | 20,4 | 24,9 | 28,2 | 28,0 | 23,6 | 17,6 | 12,0 | 8,1 | 17,1 |
| Temperatura media (°C)        | 4,2 | 5,2 | 7,9  | 11,4 | 15,7 | 19,8 | 22,8 | 22,7 | 19,1 | 14,0 | 9,1  | 5,5 | 13,1 |
| Temperatura mínima media (°C) | 1,5 | 2,0 | 4,1  | 7,1  | 10,9 | 14,7 | 17,3 | 17,4 | 14,6 | 10,4 | 6,2  | 2,9 | 9,1  |
| Precipitaciones (mm)          | 61  | 60  | 70   | 79   | 76   | 64   | 39   | 45   | 76   | 102  | 103  | 75  | 850  |

## Deportes
Perugia Calcio es el club de fútbol local, y milita en la Serie C, la tercera división del fútbol nacional. Juega sus partidos de local en el Estadio Renato Curi cuyo aforo es de 23 000 espectadores. Asimismo tiene un club de vóleibol femenino en la serie A1 (recién ascendido) llamado Bartoccini Fortinfissi Perugia.

## Ciudades hermanadas
- Bratislava (Eslovaquia)
- Manaos (Brasil)
- Grand Rapids (Estados Unidos)
- Seattle (Estados Unidos)
- Aix-en-Provence (Francia)
- Tubinga (Alemania)
- Potsdam (Alemania)